# Трансцендентални аргумент за постојање Бога
Трансцендентални аргумент за постојање Бога (ТАБ) је аргумент који покушава да докаже постојање Бога позивањем на неопходне услове за могућност искуства и знања.
Верзију је формулисао Имануел Кант у свом делу из 1763. године Једини могући аргумент у прилог демонстрацији постојања Бога. Аргумент из разума К.С. Луиса је такође врста трансценденталног аргумента.
Већина савремених формулација трансценденталног аргумента за постојање Бога развијена је у оквиру хришћанске апологетике претпоставке и сличних као што су Корнелијус Ван Тил и Грег Бансен.

## Трансцендентално расуђивање
„Трансцендентални“ се у овом случају користи као придев који наводи одређену врсту аргумента, а не именица. Трансценденталне аргументе не треба мешати са аргументима за постојање нечег трансцендентног. Уместо тога, трансцендентални аргументи су аргументи који доносе закључке из способности мишљења и искуства.
Трансцендентални аргументи имају облик модус поненс:
Ако је могуће П, онда нужно проистиче К.
Заправо П.
Стога, нужно К.
Такође се понекад каже да се разликују од стандардних дедуктивних и индуктивних облика резоновања, иако су то оспорили, на пример, Ентони Генова и Грејем Бирд.

## Аргумент
Постоје многе варијанте трансценденталног аргумента о постојању Бога, углавном постављене на следећи начин:
1. Ако постоји трансцендентално јединство аперцепције, Бог постоји.
2. Постоји трансцендентално јединство аперцепције.
3. Дакле, Бог постоји.

Трансцендентално јединство аперцепције је наша способност да комбинујемо различита искуства у једну, кохерентну самосвест. Тврди се да само вера у постојање Бога може оправдати нашу претпоставку да је то могуће.
ТАБ се разликује од томистичких и евидентистичких аргумената, који постављају постојање Бога како би се избегло бесконачно назадовање узрока или кретања.

## Аш'ари
Средњовековни  ашари исламски теолози формулисали су врсту трансценденталног аргумента заснованог на идеји да се морал, логика, итд. не могу у потпуности разумети одвојено од откривења и да је стога вера у Куран и исламске тврдње о истини била неопходна да би се тумачило спољашње свет. За ал-Ашарија и друге, нема смисла расправљати против религије користећи априорне претпоставке о моралу или научним вероватноћама када се оне могу разумети само у светлу божанског откривења.

## Видети још
- Трансцендентални аргументи
- Хришћанска апологетика
- Аргумент из морала

### Чланци
- Дерида, Ван Тил и метафизика постмодернизма. Процена постмодернизма, посебно деконструкције, у светлу Ван Тила Џејкоба Габријела Хејла.

### Дебате
- „Велика расправа: да ли Бог постоји?“ Аудио (формат за слушање/преузимање) формалне дебате између Кристијана Грега Бансена и скептика Гордона Стајна са Универзитета Калифорније, Ирвин .
- " Пресуда је у: Процена Бахнсен-Стеин дебате из 1985., 'Да ли Бог постоји? '" Видео (формат за гледање/преузимање) Бахнсен-Стеин дебате, који почиње техничком и реторичком проценом Бансенове уводне речи у којој је он брани свој трансцендентални аргумент за постојање Бога.
- Дебата Мартин-Фрам Писмена дебата између скептика Мајкла Мартина и Кристијана Џона Фрејма о трансцендентном аргументу за постојање Бога.
- Дебата о Дранге-Вилсону Писмена дебата између скептика Теодора Дрангеа и Кристијана Дагласа Вилсона.
- „Да ли је нехришћанска мисао узалудна?“ Архивирано на веб-сајту  (4. фебруар 2012) Писмена дебата између Кристијана Дага Џонса и скептика Кита Парсонса и Мајкла Мартина у часопису Антитхесис (том 2, бр. 4).